# Řád práva zemského
Řád práva zemského (latinsky Ordo iudicii terrae) je česká právní kniha z 2. poloviny 14. století, která popisuje hlavně procesní právo, jak se užívalo na zemském soudu, ale dotýká se i práva majetkového a trestního.
Nejedná se o zákonodárné dílo, nýbrž spíše o příručku šlechtického práva určenou pro soudní praxi. Zachovala se v české a latinské verzi, které se od sebe obsahově liší. Starší latinská verze obsahem připomíná neschválený zákoník Majestas Carolina, možná souvisí s jeho přípravou a byla sepsána pod vlivem názorů Karla IV. Mladší česká verze vychází z verze latinské, místy ji ale doplňuje o parafrázi reforem Karla IV. Oproti verzi latinské vykazuje větší respekt k obyčejovému právu.

### Edice
- Archiv český II, s. 76–135 (Řád práwa zemského [český i latinský text]).  Archivováno 18. 8. 2016 na Wayback Machine.
- Codex iuris Bohemici II/2, č. 10, s. 198–255 (Řád práva zemského – Ordo judicii terrae).  Archivováno 18. 8. 2016 na Wayback Machine.